# Harald Wallin
Johan Harald Alfred Wallin (27 febbraio 1887 – 16 giugno 1946) è stato un velista svedese.

## Palmarès

### Olimpiadi
- 2 medaglie:
  - 1 oro (Stoccolma 1912 nella classe 10 metri)
  - 1 argento (Londra 1908 nella classe 8 metri)